# Super Space Invaders '91
Super Space Invaders '91, noto in Giappone come Majestic Twelve: The Space Invaders Part IV (マジェスティックトゥエルブ スペースインベーダー パートIV?, Majesutikku To~uerubu Supēsu Inbēdā Pāto IV), è un videogioco arcade di genere sparatutto a schermata fissa, sviluppato e pubblicato dalla Taito nel 1990. Trattasi del quarto capitolo della longeva e fortunata serie di Space Invaders. Non bisogna confonderlo con Space Invaders '90/'91, uscito in esclusiva sul Sega Mega Drive nel biennio 1990/1991.
Ebbe delle conversioni come Super Space Invaders per le piattaforme Amiga, Amstrad CPC, Atari ST, Commodore 64, DOS, Game Gear, Sega Master System e ZX Spectrum, pubblicate dalla Domark. La sua versione emulata è inclusa all'interno della raccolta Taito Legends 2, per PC, PlayStation 2 e Xbox.

## Trama
La prefazione è estrapolata dal volantino da sala (traduzione non ufficiale):

## Modalità di gioco
Super Space Invaders '91 presenta il classico gameplay del franchise, ma aggiunge una serie di nuovi elementi e invasori alieni, insieme alla grafica notevolmente migliorata che introduce nuovi sfondi colorati.
Il disco volante del gioco originale fa ancora la sua comparsa, ma invece di assegnare semplicemente punti bonus quando viene bersagliato, ora rilascia un pod di potenziamento che il giocatore deve recuperare. I potenziamenti includono scudo, colpi più rapidi, un'arma secondaria come il laser (attivato con il secondo pulsante) e una farfalla gigante, che congela gli invasori per un periodo di tempo limitato. I boss fanno per la prima volta la loro apparizione; alieni giganti che riempiono lo schermo e che richiedono diversi colpi per essere uccisi.
Un'altra grande differenza rispetto ai giochi precedenti è che se un invasore raggiunge il fondo dello schermo, il giocatore non perderà la partita istantaneamente, perché la navicella è ora dotata di uno scudo che può resistere sia allo scontro con gli invasori che dagli attacchi da questi sferrati. La forza di questo scudo si esaurisce ogni volta che subisce un colpo diretto o una collisione con un invasore, e ricevendone troppi ne provoca la disattivazione. Un colpo in pieno su una nave non protetta comporta la perdita di una vita.
Una novità degna di nota introdotta nel titolo è un minigioco in cui il giocatore deve proteggere una mandria di mucche da una serie di UFO in rapido movimento, intenzionati a rubare gli animali. Se una mucca viene rapita, il giocatore deve sparare all'UFO in questione per liberarla, facendo attenzione a non sparare alla mucca stessa.